# Doctor Impossible
Doctor Impossible è un personaggio dei fumetti DC Comics, creato da Brad Meltzer e Ed Benes, su un concetto di Jack Kirby. È un supercriminale che comparve per la prima volta in Justice League of America (vol. 2)) n. 1.

## Biografia del personaggio
Poco o niente si sa su questa enigmatica figura. Visualmente, somiglia ad un doppione oscuro di Mr. Miracle dei Nuovi Dei. Mentre Mr. Miracle è aiutato dalla sua benevolente Scatola Madre ed utilizza i Boomdotti per spostarsi da luogo a luogo, Dr. Impossible utilizza la Scatola Padre e i "Silenziodotti"
Dr. Impossible afferma di essere il fratello di Mr. Miracle da Apokolips.
Fu controllato dal Professor Ivo e da Solomon Grundy attraverso un parassita Starro meccanicamente più potente, insieme a Electrocutioner, Plastique e Karate Kid, per raccogliere dei materiali grezzi che potessero essere utilizzati nella costruzione di un corpo robotico che riuscisse a sostenere la mente di Grundy. Dottor Impossible rubò il corpo di Red Tornado, e il braccio del Parassita, ma fu presto sconfitto dalla Justice League of America.
Tuttavia, precedente alle comparse attuali, si vocifera tra i criminali che fosse stato, una volta, uno degli scagnozzi del Pinguino, che a sua volta aveva un po' della tecnologia di Apokolips.
Da quel periodo, Dottor Impossible ricomparve di nuovo, accompagnato dai duplicati malvagi di altri Nuovi Dei, per riesumare un'arma che fu sepolta sotto la Terra per secoli. I suoi alleati furono Black Neon (che somigliava a Raggio di Luce), Hunter (Orion), Chair (Metron) e Tender Mercy (Big Barda). Impossible e il suo team sembrarono essere molto più forti di Josiah Power e della sua Power Company, e successivamente furono visti entrare nella Torre di Guardia della Justice League of America al fine di rubare degli artefatti alieni. Dopo essere entrati in possesso di tali artefatti, i criminali furono sorpresi da Freccia Verde, che era correntemente in fuga per l'assassinio di Prometheus. Impossible e i suoi soci furono costretti a fuggire quando il corpo senza testa di Red Tornado li attaccò. Dopo aver rubato tutti gli artefatti e averli messi insieme in un'arma, Impossible mise il membro rapito della Justice League Europe, Blue Jay, al suo interno. Tale arma aprì un portale nel multiverso, che Impossible affermò essere stato fatto su ordine di un cliente senza nome.

## Altri media
Dottor Impossible comparve come giocattolo nella seconda serie della linea DC Direct's Justice League nel 2007.
Comparve anche nella sesta serie delle nuove linee della Mattel di DC Universe Classic.